# Національний монумент Батькам-засновникам
Пам'ятник батькам-засновникам (англ. National Monument to the Forefathers) — пам'ятник в місті Плімут (штат Массачусетс, США). Пам'ятник був відкритий в 1889 році. Він присвячений пам'яті батьків-пілігримів, які прибули в Північну Америку наприкінці 1620 року і заснували Плімутську колонію на місці, де зараз знаходиться місто Плімут. Пам'ятник виготовлений з граніту. Висота монумента — 24 м (81 фут). Пам'ятник знаходиться на узвишші поряд з вулицею Allerton Street.

## Історія

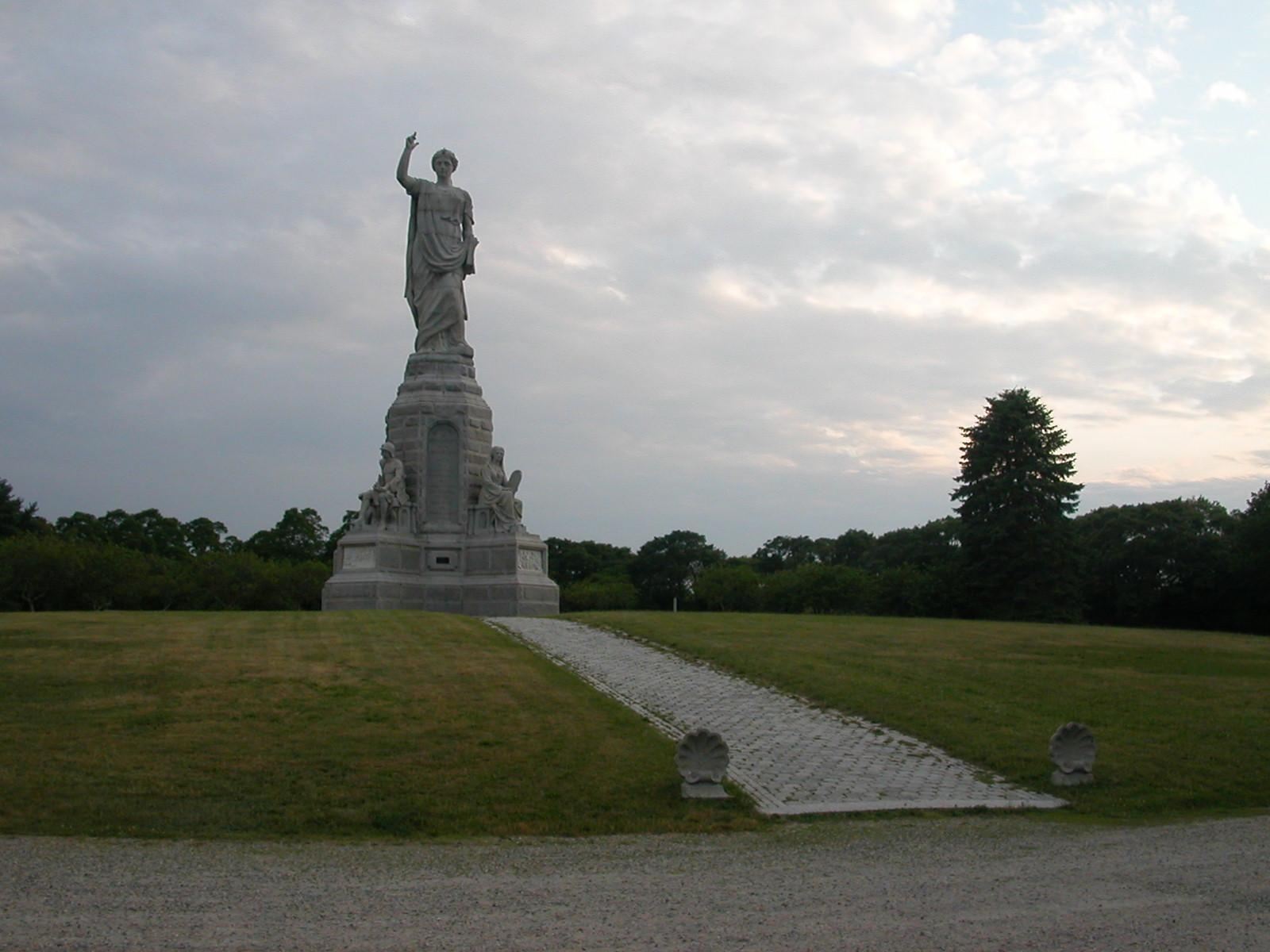
Пам'ятник батькам-засновникам і навколишній парк

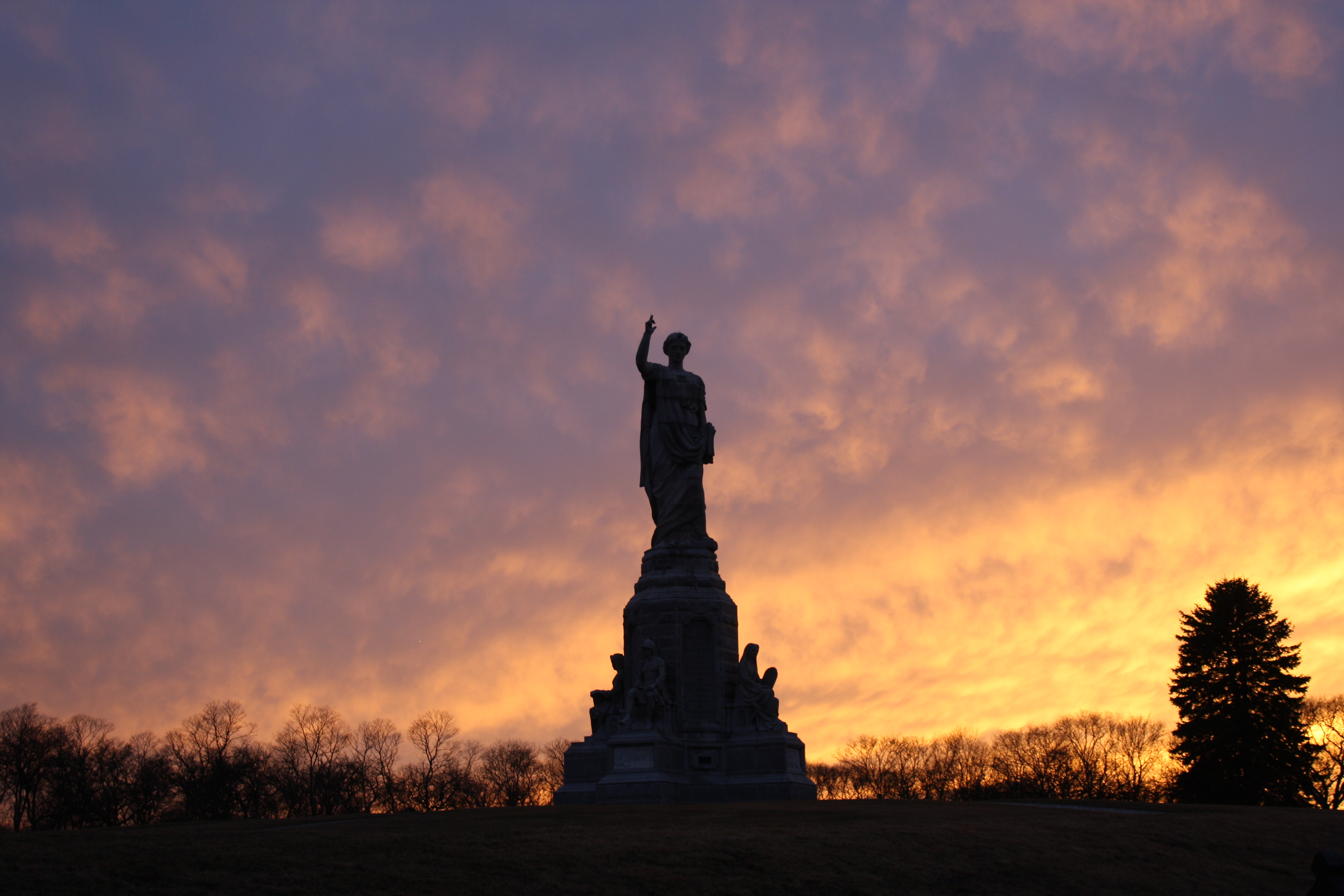
Пам'ятник батькам-засновникам на заході

Батьки-пілігрими, що пливли з Англії на кораблі «Мейфлауер», спочатку зробили зупинку біля бухти мису Кейп-Код, куди вони прибули 21 листопада 1620 року після 67 днів шляху. У день прибуття на Кейп-Код вони прийняли «Мейфлауерську угоду» (англ. Mayflower Compact), що стало одним з перших символів незалежного укладу життя колоністів. Через п'ять тижнів пілігрими вирушили до місця розташування Плімутської колонії на західній стороні затоки Кейп-Код, де зараз знаходиться Плімут.
Хоча початкова ідея побудови пам'ятника ставилася до 1820-х років, насправді проєктування почалося тільки в 1850 році, а наріжний камінь був закладений в 1859 році. Загальний дизайн пам'ятника спроєктував бостонський архітектор Емметт Біллінгс (Hammatt Billings). Будівництво монумента затягнулося до 1888 року, а офіційне відкриття відбулося 1 серпня 1889 року.
30 серпня 1974 року цей пам'ятник був включений в Національний реєстр історичних місць США (під номером 74002033). До 2001 року монумент перебував у власності Пілігрімского суспільства (Pilgrim Society), а потім був переданий штату Массачусетс.